# Марциони (Мачерата)
Марциони (итал. Marzioni) насеље је у Италији у округу Мачерата, региону Марке.
Према процени из 2011. у насељу је живело 23 становника. Насеље се налази на надморској висини од 208 м.